# BS Asahi
BS Asahi (BS朝日) (tiếng Anh: Asahi Satellite Broadcasting Limited) là công ty phát sóng truyền hình kỹ thuật số BS thuộc sở hữu của TV Asahi.